# Wakacje (film)
Wakacje (ang. Holiday) – amerykański film z 1938 roku w reżyserii George'a Cukora.

## Obsada
- Katharine Hepburn
- Cary Grant
- Doris Nolan
- Lew Ayres
- Henry Kolker

## Nagrody i nominacje
| Nazwa nagrody | Wygrane            | Nominacje                                                    |
| ------------- | ------------------ | ------------------------------------------------------------ |
| Oscar         | 1939 bez rezultatu | 1939 Najlepsza scenografia Lionel Banks oraz Stephen Goosson |